# シャイアン (ワイオミング州)
シャイアン（英: Cheyenne [ʃaɪˈæn, ʃaɪˈɛn]）は、アメリカ合衆国ワイオミング州の州都。州南東部に位置する。人口は6万5132人（2020年国勢調査）で、全米50州の中で最も人口の少ない州であるワイオミング州の中では最大都市である。
西部開拓時代の町並みや雰囲気を色濃く残し、観光州ワイオミングの中でも人気の高い観光都市である。一方、経済や交通の面では、同市の南約180kmに位置し、ロッキー山脈地方の中心都市であるデンバーとの結びつきが強い。
シャイアンはインディアンのシャイアン族からその名を取っている。また、アメリカ海軍の軍艦数隻が同市にちなんでUSS Cheyenneと名付けられた。
北西郊のララミーにはワイオミング州きっての高等教育機関、ワイオミング大学が本部キャンパスを置いている。

## 歴史

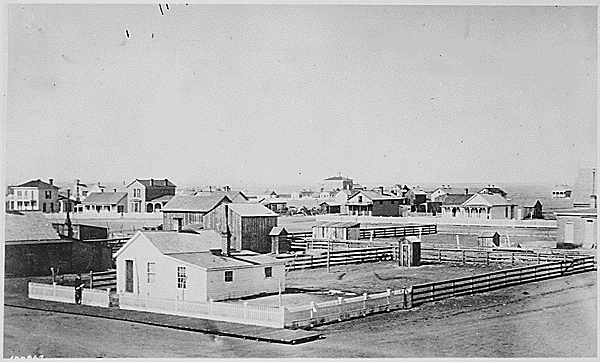
初期のシャイアン（1876年）

1867年7月4日、グリーンビル・ドッジ大将がダコタ準州（当時）のこの地に初めて足を踏み入れた。当時周辺ではユニオン・パシフィック鉄道の建設真っ只中であった。4ヶ月後にこの地に鉄道が開通すると、新しく建設されたこの都市に4,000人もの人が移住してきた。魔法のような成長だったため、Magic City・Queen of the Plainsなどと呼ばれた。周辺に住んでいたインディアンのシャイアン族にちなんで、ドッジ大将はこの都市をシャイアンと名付けた。
1868年7月25日にワイオミング準州としてダコタ・アイダホ・モンタナ各準州から分離、シャイアンは同準州の州都となった。1890年7月10日、ワイオミング準州は連邦44番目の州として昇格、準州都を引き継ぐ形でワイオミング州の州都となった。
鉄道の開通によって建設された町であるだけに、シャイアンは8台のみ現存するユニオン・パシフィック・ビッグ・ボーイ機関車のうちの1台、4004が残っている。当時としては最大級の機関車であり、100もの貨車をつけ、時速50マイル（80km）でロッキー山脈を越えた。

## 地理
シャイアンは、北緯41度8分44秒 西経104度48分7秒 / 北緯41.14556度 西経104.80194度(41.145548, -104.802042)に位置している。
アメリカ合衆国統計局によると、シャイアン市は総面積54.9 km2 (21.2 mi2) である。このうち54.7 km2 (21.1 mi2) が陸地で0.2 km2 (0.1 mi2) が水域である。総面積の0.38%が水域となっている。

## 交通

シャイアン周辺の道路

シャイアンの玄関口となっている空港はダウンタウンにあるシャイアン空港である。デンバー国際空港からの便が発着する。しかし、空港の規模が小さく、デンバーからシャイアンまで約170kmと近いため、車を利用するのが一般的である（所要約2時間）。
シャイアンでは2本の州間高速道路、I-25とI-80が交わる。I-25はロッキー山脈東麓を南北に走り、デンバー・アルバカーキ・エルパソなどに通ずる。I-80はサンフランシスコからニューヨークへと、大陸を横断する高速道路である。
グレイハウンドはシャイアンには停車せず、同社と提携しているパウダー・リバー交通がシャイアンとデンバーなどの都市を結んでいる。また、シャイアンにはアムトラックの駅はない。
市内にはシャイアン交通プログラムの下で運営されている路線バスが走っている。また、ダウンタウンには観光馬車もある。

## 名所と行事

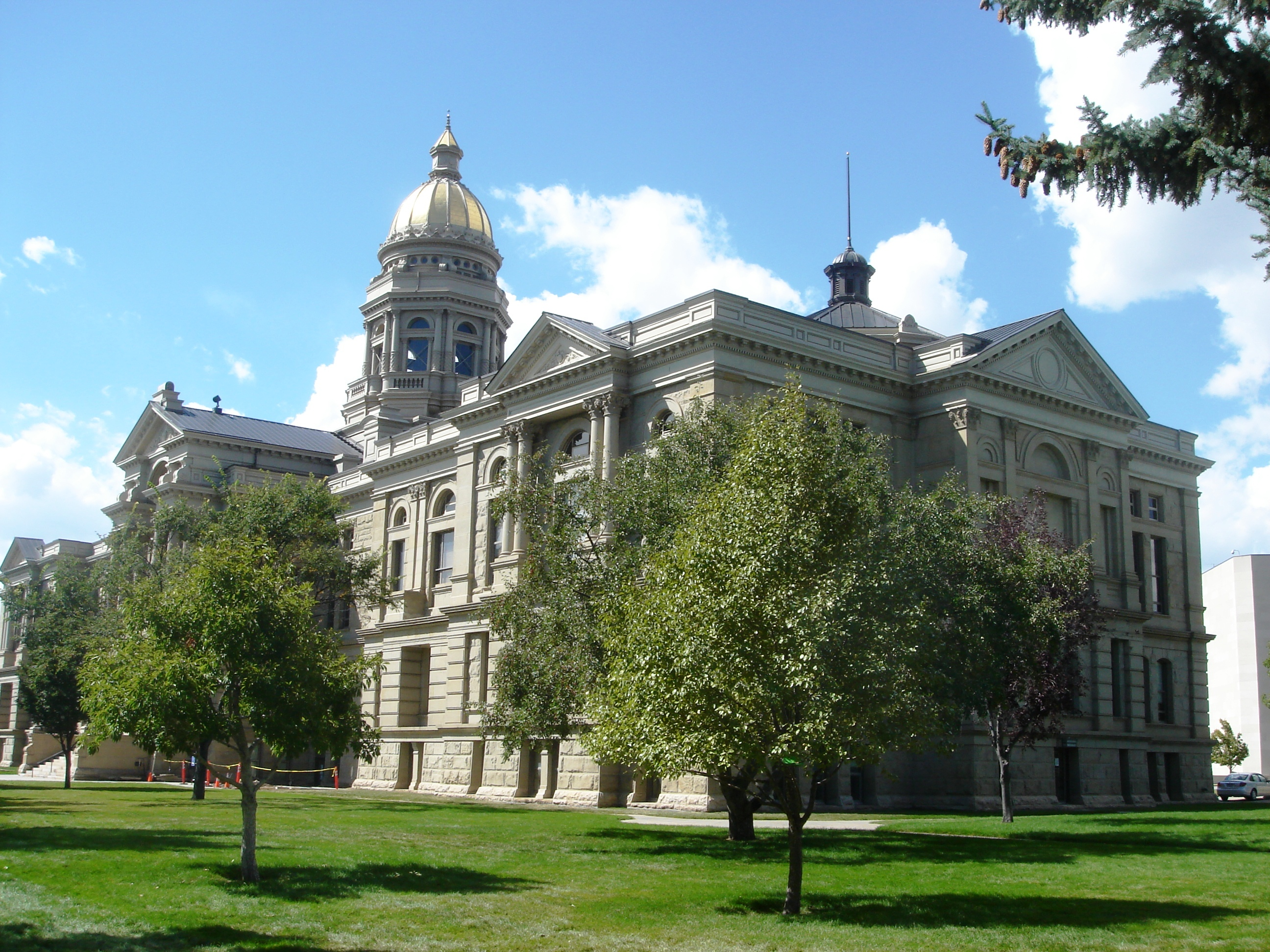
ワイオミング州会議事堂

- 16thストリート - シャイアンのメインストリートで、各種ショップやレストラン、バーなどが集中する。
- ワイオミング州会議事堂 - 美しいステンドグラスと金箔の貼られたドーム、その下の大広間が特徴の、美しい建築物である。内部を見学するツアーがある。1階には大きなバイソンの像がある。州会は議員の2年の任期のうち、わずか60日ほどしか開かれない。
- 観光馬車 - ダウンタウンの歴史的な建築物の間を縫って走る。無料。
- オールド・ウェスト博物館 - 全米第3の馬車コレクションを誇る。
- シャイアン・フロンティア・デイズ（Cheyenne Frontier Days） - 7月下旬、市内で10日間にわたって開催される祭り。世界最大級の屋外ロデオ大会のほか、パレードやカントリー・ミュージックライブなどさまざまな催し物が行われる。
- シャイアン・ガンスリンガー（Cheyenne Gunslinger） - 6月～7月に16thストリートで行われる、西部の決闘を模した撃ち合い大会。

## 人口推移
以下にシャイアン市における1870年から2007年までの人口推移をグラフおよび表で示す。なお、2007年の数値は推計である。
| 統計年 | 人口     |
| ------ | -------- |
| 1870年 | 1,450人  |
| 1880年 | 3,456人  |
| 1890年 | 11,690人 |
| 1900年 | 14,087人 |
| 1910年 | 11,320人 |
| 1920年 | 13,829人 |
| 1930年 | 17,361人 |
| 1940年 | 22,474人 |
| 1950年 | 31,935人 |
| 1960年 | 43,505人 |
| 1970年 | 41,254人 |
| 1980年 | 47,283人 |
| 1990年 | 50,008人 |
| 2000年 | 53,011人 |
| 2007年 | 55,641人 |

## 友好姉妹都市
- ロンポク（アメリカ合衆国 カリフォルニア州）
- ビスマーク（アメリカ合衆国 ノースダコタ州）
- 台中市（台湾）
- ルルド（フランス）
- ハマム・スース（チュニジア）